# Loretta Lynch
Loretta Elizabeth Lynch (Greensboro, 1959. május 21. –) amerikai ügyész, akit Barack Obama elnök Eric Holder utódjaként nevezett ki 2015-ben az Egyesült Államok 83. legfőbb ügyészének. Korábban mind Clinton (1999–2001), mind Obama elnökségének (2010–15) idején a New York-i Eastern District államügyészeként a Brooklyn, Queens, Staten Island és Long Island területén folyó szövetségi büntetőeljárásokat felügyelte.
Lynch a Harvard Jogi Karán végzett 1984-ben, utána New Yorkban lett gyakornok, majd szövetségi ügyész 1990-ben. Karrierje az Eastern District iroda vezetéséig ívelt felfelé. Később visszatért a magánpraxisához, mígnem újra vezető kerületi ügyész lett. 2003-tól 2005-ig tagja volt a New York-i Federal Reserve Bank igazgatótanácsának.
2014. november 8-án Barack Obama elnök őt jelölte Eric Holder utódjául a legfőbb ügyészi székbe. 2015. február 26-án az Amerikai Egyesült Államok Szenátusának Igazságügyi Bizottsága 12:8 arányú szavazati többséggel ajánlotta támogatását, az összes demokrata és 3 republikánus tag szavazatával. 2015. április 23-án a szenátus 56:43-as szavazati aránnyal választotta meg, ő lett a második afro-amerikai, a második nő és az első afro-amerikai nő ebben pozícióban. Főügyészi esküjét 2015. április 27-én tette le.

## Korai évek és iskolái
Lynch 1959. május 21-én született az Észak-Karolina-i Greensboro-ban. Édesanyja iskolai könyvtáros volt, apja baptista lelkész. Már gyermekként órákat töltött apjával az Észak-Karolina-i Durham bíróságán a jogi eljárásokat figyelve, Korai érdeklődését a bírósági eljárások iránt erősítették nagyapja történetei, aki haszonbéres gazdaként és lelkipásztorként az 1930-as években segített az akkori rasszista Jim Crow-törvények által üldözött, északra menekülő embereknek. 1981-ben Lynch a Harvard Egyetemen főiskolai diplomát szerzett angol és amerikai irodalom szakon, majd jogi doktori fokozatot a Harvard Jogi karán 1984-ben, ahol ő is tagja volt a Harvard Jogi Támogató Irodájának. A Delta Sigma Theta diáklányszövetség Xi Tau fejezetének alapító tagja volt harvardi évei alatt.

## Karrier

### Kezdetek
Lynch első munkahelye a Cahill Gordon & Reindel irodánál volt alkalmazott ügyvédként, ezután csatlakozott 1990-ben az Eastern District ügyészi hivatalához mint kábítószeres és erőszakos bűncselekményekkel foglalkozó ügyész. 1994-től 1998-ig a Long Island-i irodát vezette és számos, Brookhaven vezetését érintő politikai korrupciós ügyön dolgozott. 1998-tól 1999-ig ő volt az Eastern District vezető helyettes ügyésze és a brooklyni irodát vezette.
Bill Clinton elnök 1999-ben őt nevezte ki a New York-i Eastern District államügyészének. Hivatali ideje alatt Lynch felügyelte a New York-i rendőrök elleni eljárást az Abner Louima ügyben.
2001-ben Lynch otthagyta az ügyészséget, hogy a Hogan & Hartson (később Hogan Lovells) ügyvédi iroda partnere legyen. Itt dolgozott, egészen 2010. január 20-ig, amikor Barack Obama elnök újra Lynch-et jelölte a New York-i Eastern Disctrict vezetésére államügyészként. 2003-tól 2005-ig volt tagja a New York-i Federal Reserve Bank igazgatóságának.
Egy fegyvertelen férfi, Eric Garner 2014. júliusi halálát követően, aki egy New York-i rendőrtiszt, a kapitányság által tiltott fojtószorítása következtében hunyt el, Lynch találkozott Garner családjával, hogy megbeszéljék egy szövetségi vizsgálat lehetőségét a tiszttel szemben, aki felelőssé tehető Garner haláláért.
Lynch hivatala nyomozott Michael Grimm republikánus képviselő, Pedro Espada Jr. és William Boyland Jr. demokratikus politikusok ellen, ill. vizsgálta a Citigroup által eladott jelzálogpapírok ügyét, amely egy US$7 milliárdos egyezséggel zárult, valamint köze volt a HSBC bankkal kötött US$1,2 milliárdos egyezséghez, mely a Bank Secrecy Act megsértésével volt kapcsolatban.
Lynch a New York-i Eastern District államügyészeként a FIFA vezető tisztségviselőivel szembeni nyomozást a kezdetektől fogva személyesen felügyelte. A vizsgálat eredménye volt a 14 vezető FIFA tisztségviselő és sportmarketing igazgató vád alá helyezése röviddel Lynch főállamügyésszé kinevezése után. A 2015-ös FIFA korrupciós ügyben végzett munkájáért Roger Bennett és Michael Davies neki ítélte a harmadik éves Golden Blazer-t. Lynch helyére a New York-i Eastern District államügyészeként a Szenátus 2015. december 15-én Robert Capers-t választotta meg, aki 2016. január 4-én tette le hivatali esküjét.

## Az Egyesült Államok legfőbb ügyésze

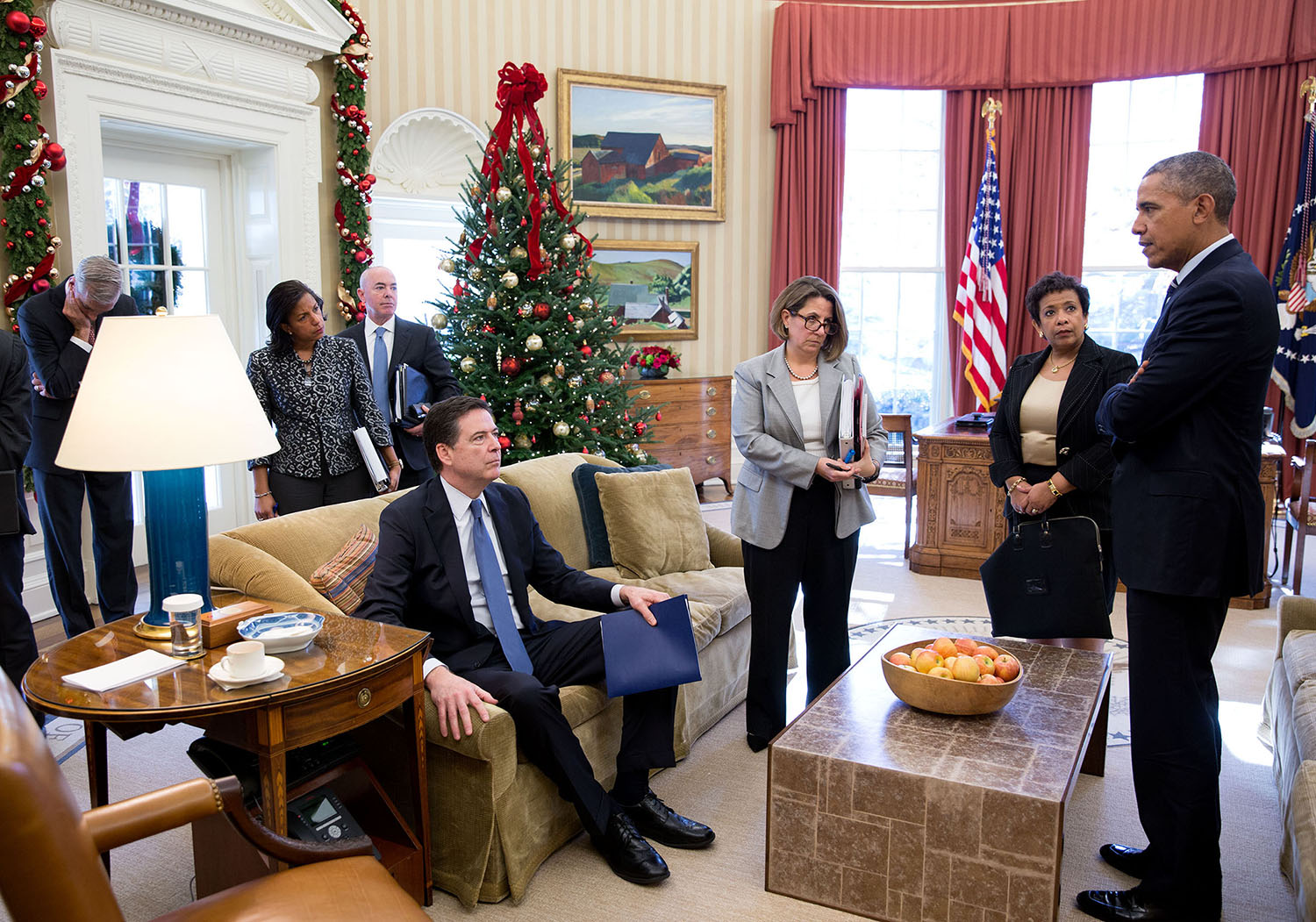
Lynch az Ovális Irodában a San Bernardino-i lövöldözés után 2015. decemberében.

### Jelölés
Barack Obama elnök 2014. november 8-án Lynch-et nevezte meg legfőbb ügyészjelöltjének Eric Holder utódjaként, aki korábban lemondott hivataláról. A Szenátus Igazságügyi Bizottsága 2015. február 26-án támogatta a jelölést, április 23-án pedig a Szenátus 56:43 arányban jóváhagyta ezt. Ezzel ő lett az első afro-amerikai nő és a második afro-amerikai Holder után, ill. a második nő Janet Reno után ebben a tisztségben.
A Szenátus Igazságügyi Bizottságának nyolc republikánus tagja, köztük az elnök Chuck Grassley, ellenezte Lynch jelölését a demokraták által rekord hossza miatt kritizált késlekedés után. Grassley azzal védte a késlekedést a szavazás kérdésében, hogy fontos volt több információt gyűjteni Lynch szerepéről a HSBC-vel pénzmosási ügyben kötött $1,9 milliárdos egyezségről, még amikor ő volt a New York-i Eastern District államügyésze. David Vitter republikánus szenátor legutóbbi beismerése miatt bírálta Lynch-et, miszerint a különböző dokumentumokból nem sikerült kideríteni a HSBC szerepét ügyfelei pénzének offshore paradicsomokban való elrejtésében mielőtt megegyeztek volna, hogy nem emelnek vádat. Rand Paul, bár nem tagja a bizottságnak, a bűnügyi lefoglalás támogatása miatt ellenezte jelölését. 2015. április 23-án jelölése kapcsán a 66:34 arányban rendkívüli eljárást (cloture) szavaztak meg, kinevezését még aznap megszavazták 56:43 arányban. Az ő jelölési folyamata volt az egyik leghosszabb az Egyesült Államok történetében, az elnöki javaslattól 166 nap telt el. Esküjét 2015. április 27-én tette le Joe Biden alelnök előtt.

### Hivatali ideje
2015 júliusában, a Charleston-i templomi lövöldözés után Lynch bejelentette, hogy Dylann Roof, a lövöldözés gyanúsítottja ellen gyűlöletbűncselekmény miatt emelnek vádat. 2016. május. 24-én azt a további információt közölte, hogy az Igazságügyi Minisztérium Roof-ra halálbüntetés kiszabását fogja kérni.
2015. december 7-én Lynch kijelentette, az Igazságügyi Minisztérium ki fogja vizsgálni, történt-e emberi jogi jogsértés a Chicago-i rendőrség részéről a Laquan McDonald ügyben.
2016. március 3-án a Malheur Nemzeti Vadvédelmi Terület elfoglalása után az Oregon állambeli Portlandben vett részt egy közösségi megemlékezésen, ahol Lync kijelentette, hogy nemsokára vádat emelnek a konfliktus résztvevőivel szemben.
A Legfelsőbb Bíróság bírájának, Antonin Scalia-nak halála után neve felmerült a lehetséges jelöltek között. Március 8-án az Ügyészség szóvivője tájékoztatása alapján Lynch maga kérte a Fehér Házat, hogy nevét vegyék le a lehetséges jelöltek listájáról.
2016 áprilisában Lync aktív szerepet vállal az általa nehézségnek nevezett probléma kezelésében, melyet a bűnözők visszailleszkedése a társadalomba jelent. Nyílt levelet írt, nyilvános fellépéseket vállalt a figyelem felkeltése céljából, valamint felszólította a kormányzókat, hogy könnyítsék meg a szabadult bűnözők állami azonosítóhoz jutását.
2016 májusában Lynch beszédet mondott az atlantai Spelman Főiskola diplomaosztó ünnepségén.
2016 júniusában az Orlandói éjszakai klubban történt lövöldözésre reagálva Lynch több televíziós hírműsorban is feltűnt, közölve a folyamatban levő FBI nyomozás állását, közzétette a lövöldöző Omar Mateen és az FBI tárgyaló közti beszélgetés szerkesztett változatát. Június 21-én Lynch Orlandóba utazott, hogy találkozzon a túlélőkkel, illetve érdeklődjön a folyamatban lévő nyomozás iránt. 1 millió dolláros rendkívüli finanszírozást tett lehetővé a floridai Orange megye számára a túlóra-, és egyéb nyomozási költségek kifizetésére.
2016 októberében Lynch eltávolította a Brooklyn-i FBI-ügynököket és szövetségi nyomozókat az Eric Garner halálával kapcsolatos ügyről, New Yorkon kívüli ügynökökkel helyettesítve őket. A helyi FBI-ügynökök és szövetségi nyomozók úgy találták, nem szükséges vádat emelni az ügyben, ami erős rosszallást váltott ki a minisztérium Polgári Jogi Osztályának Washington, D.C.-beli irodájának ügyészeiből. Lynch beavatkozását "felettébb szokatlannak" titulálták.

## Visszásságok
2016. június 27-én Lynch és a korábbi elnök, Bill Clinton négyszemközt találkoztak Lynch minisztériumi gépén, amely a Phoenix-i kifutón parkolt. Phoenix-ben. Az ABC15 Phoenix riportere, Christopher Sign közölte a hírt június 29-én, hivatkozva egy meg nem nevezett forrásra. A rá következő napon egy sajtótájékoztatón az arizonai Phoenixben Lynch tagadta, hogy beszélgetés a Hillary Clintont érintő e-mail-botrányról, vagy bármilyen hozzá kapcsolódó ügyről szólt volna. Július 1-jén Lynch megerősítette, hogy kész elfogadni az FBI, valamint az eljáró ügyészek javaslatát az e-mail-botránnyal kapcsolatban, és elismerte, hogy találkozója az elnökjelölt férjével "kérdéseket és aggodalmakat" vethetett fel. Július 6-án, egy nappal azután, hogy az FBI igazgatója, James Comey nem javasolt vádemelést Clinton ellen, Lynch megerősítette, az Igazságügyi Minisztérium úgy döntött, hogy nem emel vádat és lezárja a nyomozást a privát e-mail szervere ügyében. Július 12-én Lynch-et meghallgatták a republikánus törvényhozók, de megtagadta azon Igazságügyi Minisztériumi döntés jogi hátterének kifejtését, mely szerint nem emelnek vádat Clinton ellen.
2017. június 8-án James Comey, az FBI volt vezetője eskü alatt vallotta, hogy Loretta Lynch (egy magánbeszélgetés folyamán) arra utasította, hogy a Clinton-féle e-mail-botrányra ne mint "nyomozásra", hanem mint "ügyre" hivatkozzon. Azt is kijelentette, hogy az iránymutatás, Lynch Bill Clinton volt elnökkel való szokatlan, Arizonai reptéri találkozójával együtt vezette őt múlt júliusi, Clinton-féle e-mail-vizsgálattal kapcsolatos független bejelentésének megtételére. Az egyébként kirúgása körülményeinek megtárgyálására szánt, a Szenátus Hírszerzési Bizottsága előtti, sokak által követett meghallgatásán Comey azt mondta, hogy a reptéri találkozó egy "döntő tényező" volt abban a döntésében, hogy egyedül cselekedjen a nyilvánosság, Clinton-féle vizsgálatról szóló tájékoztatása — és az iroda hírnevének megvédése érdekében. "Más dolgok, jelentős elemek is voltak," tette hozzá, felidézve "a legfőbb ügyész hogyan utasított, hogy ne hívjam nyomozásnak, hanem ügynek — ami összezavart.""Ez egyik téglája volt a tehernek, melyet le kellett vennem az ügyosztály válláról," Comey később hozzátéve kijelentette, amiatt aggódott, hogy Lynch az Igazságügyi Minisztérium megjegyzéseit összhangba akarta hozni azzal, ahogy a kampányban beszéltek a vizsgálatról. "Ez émelygéssel töltött el", mondta.
2017 júniusában a Szenátus Igazságügyi Bizottsága kétpárti vizsgálatot indított, vajon Lynch megpróbált-e beavatkozni a Hillary Clinton-féle e-mailnyomozásba. "Szeretném hallani, mi Loretta Lynch magyarázata erre, vagy úgy, hogy eljön a Szenátusba, vagy megszólal nyilvánosan. Engem is émelygéssel tölt el", mondta Adam Schiff demokrata párti képviselő a CNN "State of the Union" című műsorában.
2017 augusztusában megállapítást nyert, hogy Lynch, míg legfőbb ügyészként dolgozott, hivatali idejének bizonyos időszaka alatt az "Elizabeth Carlisle" álnevet használta. A FOIA által kikért e-mailek megmutatták, hogy megkapta az "AG Lynch"-nek címzett e-mail-eket, továbbá az Elizabeth Carlisle néven futó fiókból küldött leveleket "-AG"-val írta alá.

## Későbbi tevékenységei
A Kennedy Államigazgatási Iskola konferenciáján felszólalva 2017. április 7-én Lync szorgalmazta, hogy az Igazságügyi Minisztérium jelenlegi beosztottjai tekintsék az amerikaiakat ügyfeleiknek.

## Magánélete
Lynch 2007-ben ment hozzá Stephen Hargrove-hoz. A civil életben férjezett nevét, a Loretta Lynch Hargrove-t használja. Férjének két gyermeke van előző házasságából.

## Fordítás
Ez a szócikk részben vagy egészben  a   Loretta Lynch című angol Wikipédia-szócikk ezen változatának fordításán alapul.  Az eredeti cikk szerkesztőit annak laptörténete sorolja fel. Ez a jelzés csupán a megfogalmazás eredetét és a szerzői jogokat jelzi, nem szolgál a cikkben szereplő információk forrásmegjelöléseként.